# Lambis millepeda
Lambis millepeda е вид морско коремоного от семейство Тропически раковини (Strombidae).

## Географско разпространение
Видът обитава тропическите води на Индийския океан в района на остров Мадагаскар.